# Sinophora hatimantaiana
Sinophora hatimantaiana är en insektsart som beskrevs av Matsumura 1942. Sinophora hatimantaiana ingår i släktet Sinophora och familjen spottstritar. Inga underarter finns listade i Catalogue of Life.